# 科艾略區

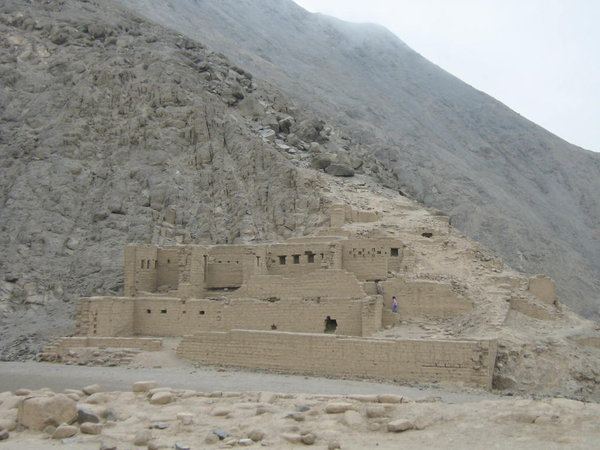

12°43′39″S 76°27′35″W / 12.7275°S 76.4598°W
科艾略區（西班牙語：Distrito de Coayllo），是秘魯的一個區，位於該國中南部利馬大區的卡涅特省，始建於1821年7月28日，面積591平方公里，海拔高度225米，2007年人口1,031，人口密度每平方公里1.7人。